# Jesse Thoor
Œuvres principales
Sonnette und Lieder (1956)
Jesse Thoor, de son vrai nom Peter Karl Höfler (23 janvier 1905 à Berlin en Allemagne - 15 août 1952 à Lienz, en Autriche) est un écrivain et poète allemand.

## Biographie
Peter Karl Höfler naît à Berlin de parents émigrés de Styrie. La famille s'installe définitivement dans la capitale allemande en 1915. Höfler grandit dans un milieu pauvre, son père est menuisier, et le jeune Peter Karl se dirige vers l'artisanat. Pourtant il commence déjà à écrire et part à l'aventure à travers l'Europe. Il voyage, à Milan, en Espagne, à Rotterdam. Aux Pays-Bas, il est chauffeur des machines sur un caboteur à vapeur. De retour à Berlin, il adhère au Parti communiste d'Allemagne, le KPD et au Rote Frontkämpferbund .
En 1933 il est inquiété par le nouveau régime nazi en raison de son engagement politique. Il s'exile en Autriche, à Vienne, travaille comme menuisier, sculpteur, orfèvre. L'Anschluss en 1938, l'oblige à fuir en Tchécoslovaquie à Brünn, puis en Grande-Bretagne, avec son épouse. Depuis son exil il a pris ses distances avec le KPD. Les milieux communistes exilés le dénonce comme un partisan des Nazis. Il est arrêté et interné en 1940 puis relâché. Il travaille chez un orfèvre jusqu'à la fin de sa vie. Il meurt lors d'un voyage en Allemagne et en Autriche.

## Œuvre
Höfler prend le pseudonyme de Jesse Thoor, lors de son exil à Vienne. Ce nom de plume allie le prophète Isaïe (« Jesse ») et le dieu germanique Thor, qui pour Höfler défendent les hommes contre les forces des Ténèbres. Autodidacte, Thoor écrit une poésie dans laquelle on retrouve ses origines sociales et l'influence de la grande ville et de la technologie. Jesse Thoor a peu publié de son vivant, essentiellement pendant l'exil, car il considérait que son travail d'artisan était sa priorité.
En 1938, Thoor demande une aide financière à l’American Guild for German Cultural Freedom qui soutient les artistes et intellectuels. Alfred Neumann et Franz Werfel, chargés par le secrétaire général de la Guilde de juger de la valeur de ce poète alors peu connu, le comparent tous deux à François Villon.

## Ouvrages
- 1948, Sonnette, poésies, Nuremberg
- 1956, Sonnette und Lieder, poésies, Darmstadt
- 1975, Gedichte, poésies, Bibliothek Suhrkamp 424, Francfort

## Sources
- (de) Hans J. Schütz, « Ein deutscher Dichter bin ich einst gewesen ». Vergessene und verkannte Autoren des 20. Jarhunderts, Munich, Verlag C. H. Beck, 1988.